# Ciclomotore

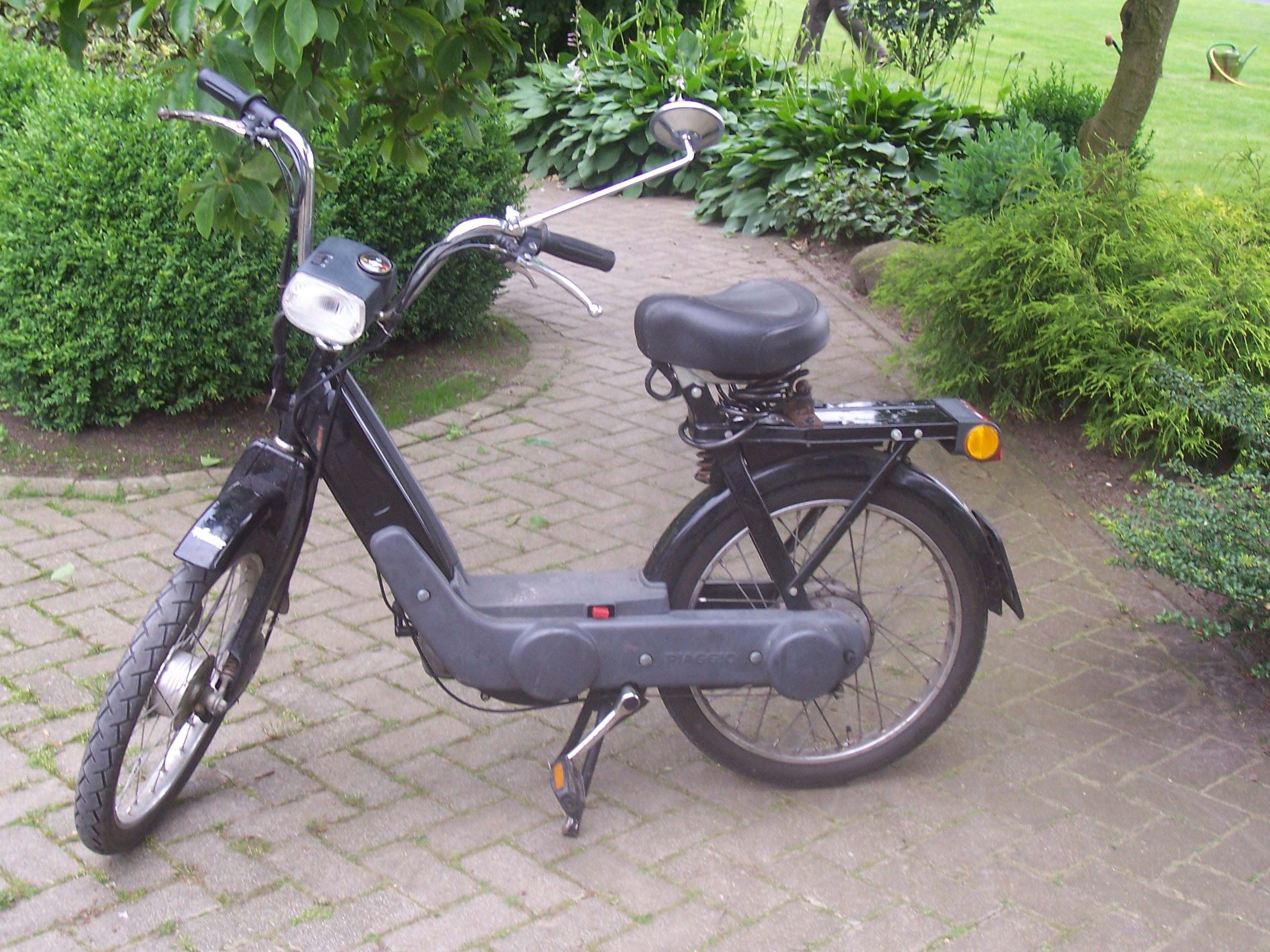
Il ciclomotore Piaggio Ciao

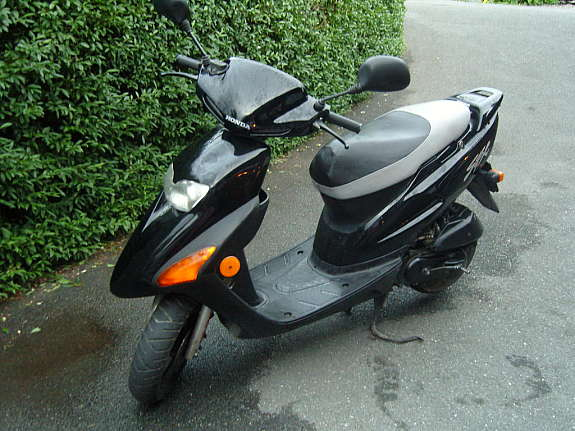
Il ciclomotore Honda SFX

Il ciclomotore (in lingua italiana anche motorino e cinquantino) è un veicolo simile ad una bicicletta, per definizione dotato di pedali (con trazione a catena) e di un motore (con trazione a catena, a cinghia o a rullo).
Il codice della strada italiano riconosce come ciclomotori tutti i mezzi dotati di motore termico aventi cilindrata fino a 50cm³.
Il ciclomotore è caratterizzato da un motore di bassa potenza, bassa cilindrata e che raggiunge basse velocità (25-45 km/h). Il Piaggio Ciao o il Piaggio Bravo sono due esempi tipici di ciclomotore. 
Giuridicamente, vengono considerati ciclomotori anche quei veicoli con aspetti simili ai motocicli con opportune modifiche e rinforzi al telaio; tuttavia esistono anche ciclomotori a tre ruote e più raramente, in alcune giurisdizioni, alcuni particolari veicoli a quattro ruote (come le minicar).
Date le vaste e particolari caratteristiche tecniche moderne che lo contraddistinguono, comunque variabili da stato a stato, il ciclomotore è solitamente guidabile con i minimi requisiti autorizzativi (come ad esempio patente AM italiana in Italia) e in alcune giurisdizioni è assimilato alle biciclette per quanto concerne le prescrizioni riguardanti la circolazione stradale.

## Storia
Il ciclomotore è un veicolo usato in tutto il mondo e la cui invenzione viene fatta risalire all'azienda parigina Werner che ne depositò il brevetto il 7 gennaio 1897.
Il moderno ciclomotore è nato come evoluzione del bicimotore ed è generalmente destinato a un impiego utilitario o ludico, negli spostamenti brevi. Fu a partire dagli anni sessanta che il ciclomotore conobbe una grande diffusione in tutta Europa.

## Categorie

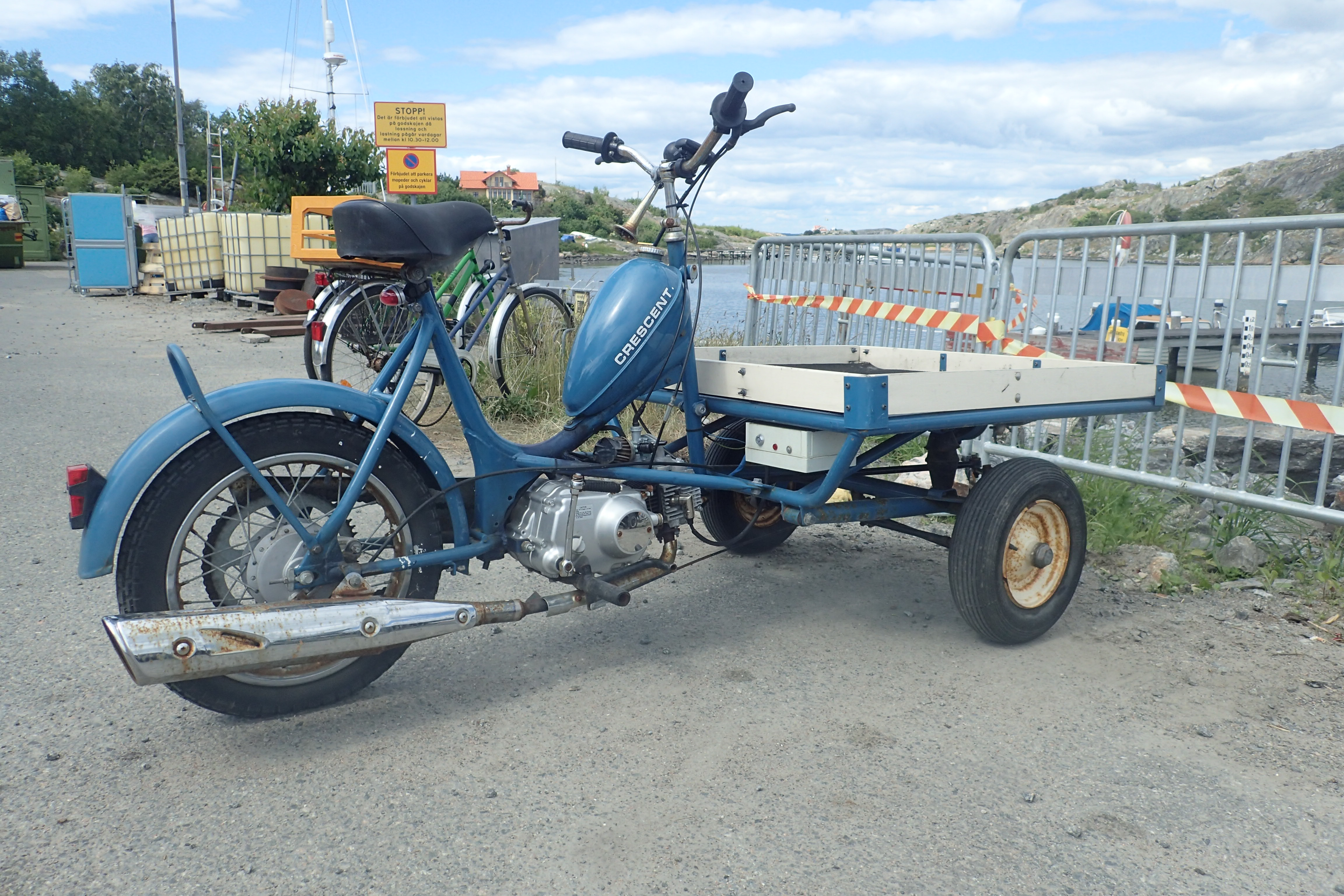
Un modello di ciclomotore a tre ruote

In Italia si possono guidare conseguendo la patente AM, che si può ottenere a partire dall'età di 14 anni. Sono suddivisi in varie categorie:
- Scooter: veicoli dalle dimensioni ridotte, maneggevoli e comodi, con massimo due posti a sedere. Le vecchie Piaggio Vespa 50 cm³ avevano un cambio manuale a tre o quattro marce, invece gli scooter odierni hanno un dispositivo di variazione automatica, che modifica il rapporto di trasmissione in base alla velocità.
- Moto: veicoli sportivi, dall'aspetto di una vera moto, anche se più piccola. I posti a sedere sono 1 o 2, molto spesso hanno le marce. Tra loro si suddividono ulteriormente in "enduro", "motocross", "motard", "sportive da strada", ecc.
  - Tubone: sottocategoria delle motociclette, essi sono veicoli a marce, caratterizzati da un telaio a tubo portante, che generalmente funge anche da serbatoio carburante, in generale la componentistica è più economica, hanno avuto la loro maggiore diffusione negli anni '70 e '80.
- Tricicli leggeri: sono veicoli a tre ruote generalmente adibiti al trasporto di merci oltre ad avere un posto a sedere per il conducente e se provvisto di cabina può avere un secondo posto per il passeggero, un pianale di carico. Un esempio di questo tipo di veicoli appositamente studiato per questa categoria è il Piaggio Ape, mentre i mezzi derivati ai ciclomotori hanno una configurazione pressoché opposta.
- Quadricicli leggeri: hanno la forma di un'automobile in miniatura e sono solitamente a 2 posti per legge. Offrono maggiore comfort dei precedenti ma sono anche ingombranti e costosi. Nonostante siano classificati ciclomotori e volgarmente definiti "macchine cinquantine", hanno un motore fino a 500 cm³ di cilindrata, ma ampiamente depotenziato. Come i moderni scooter hanno il cambio automatico, con tanto di folle e retromarcia.

## Classificazione normativa e norme di circolazione
La definizione precisa di quali veicoli possano essere considerati ciclomotori può essere diversa nelle varie legislazioni nazionali per cui non è possibile definire in generale quale siano le caratteristiche tecniche che distinguono un ciclomotore da un motociclo; tuttavia la Convenzione di Vienna sul traffico stradale fornisce la seguente definizione di ciclomotore:
(Cap. 1, art. 1, comma m "Convenzione internazionale sulla circolazione stradale di Vienna del 1968")
Al di là di questa definizione, la Convenzione lascia la possibilità agli stati contraenti di individuare ulteriori caratteristiche (come la possibilità di impiego del veicolo, la massa, la presenza di pedali, le caratteristiche del motore o la presenza di un diverso limite di velocità massima) ai fini della definizione di ciclomotore, e concede la facoltà di assimilare tali veicoli, per quanto concerne le norme di circolazione, o ai velocipedi o ai motocicli.

### Classificazione e norme di circolazione italiane

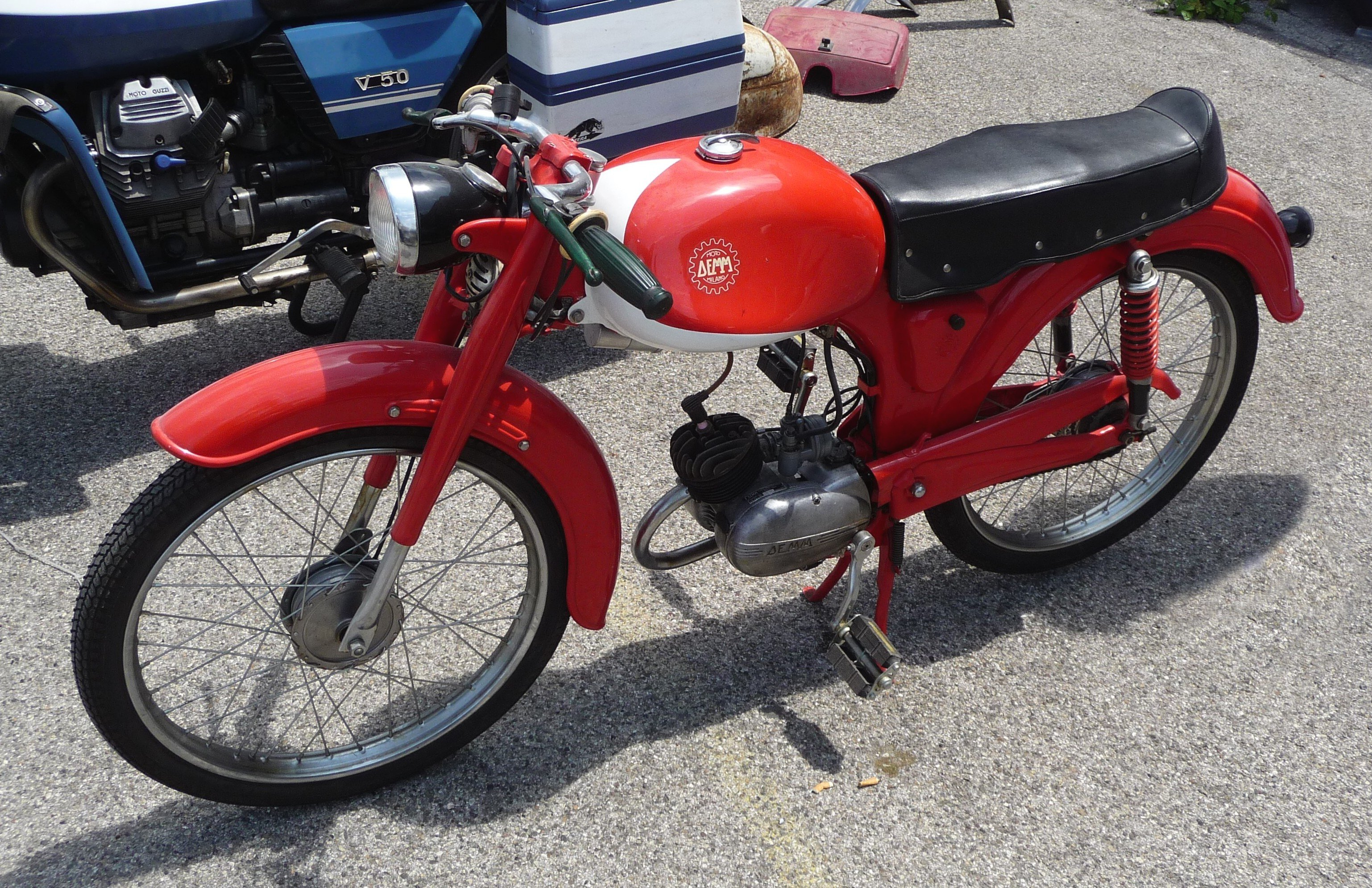
Un Demm Dick-Dick del 1960

Il concetto giuridico di "ciclomotore" venne introdotto nel 1958 con il DPR 956/58 che per la prima volta ne determinava le caratteristiche tecniche, definendoli "veicoli a due o tre ruote" con limiti di cilindrata fino a 50 cm³, di peso del motore fino a 16 kg, di potenza fino a 1,5 CV e di velocità su strada piana fino a 40 km/h. I limiti relativi al peso del motore e alla potenza vennero abrogati nel 1987.
Successivamente tra il 1992 e il 2020 venne reintrodotto il limite sulla potenza di 4 kW per questa categoria di veicolo
A partire dal 1992, secondo il codice della strada italiano, sono classificabili come ciclomotori i veicoli a motore con due o tre ruote con:
- motore di cilindrata fino a 50 cm³ se dotati di motore termico;
- velocità, su strada orizzontale, fino a 45 km/h.

Precedentemente i ciclomotori, secondo il codice della strada italiano, potevano avere un cambio con massimo 3 rapporti, tale limitazione è stata imposta nel 1990 per essere poi abrogata nel 1994. Un noto esempio erano i ciclomotori equipaggiati con blocco motore Minarelli RV4 i quali, nonostante avessero 4 rapporti, rendevano possibile all'utente l'utilizzo dei soli primi 3.
Per circolare, i ciclomotori devono essere muniti di targa a 6 cifre, bollo, copertura assicurativa e libretto di circolazione; i modelli immatricolati prima del 14 luglio 2006 avevano un targhino esagonale a 5 cifre, che è stato obbligatorio sostituire entro il 12 febbraio 2012 con scadenze differenti a seconda della prima lettera del targhino. Il conducente è tenuto ad indossare un casco di tipo omologato, così come l'eventuale passeggero.

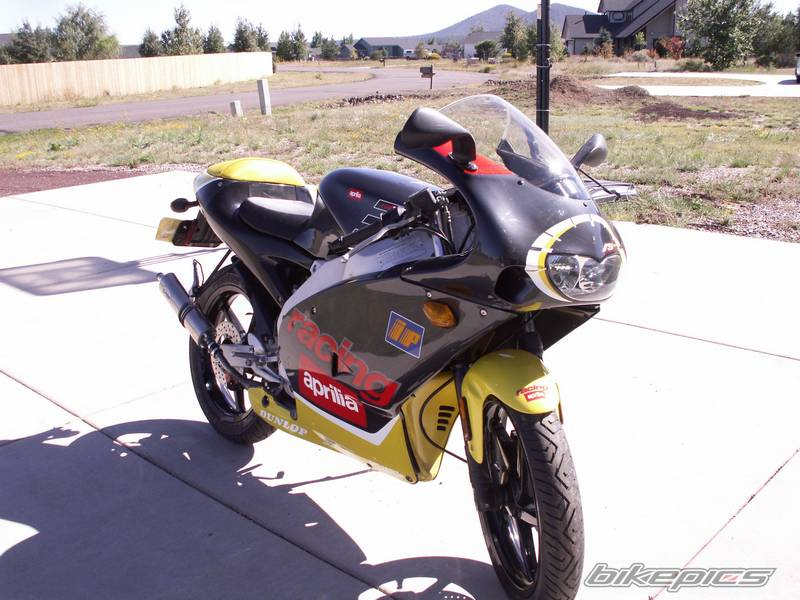
Il sofisticato ciclomotore Aprilia RS 50

Possono essere omologati per 1 o 2 (nuovi dal 14 luglio 2006 o aggiornati con la targa a sei numeri) persone compreso il conducente e non è possibile trasportare persone al di fuori del numero consentito. Per poter portare un passeggero è necessario che il conducente abbia compiuto i 16 anni di età e munito di patente di categoria AM o superiore e che il ciclomotore sia regolarmente omologato, munito di targa a sei cifre, mentre gli omologabili/aggiornabili devono rispettare l'Euro 1 o Euro 2 e generalmente sono prodotti dopo il 16 giugno 1999.
I ciclomotori non possono circolare sulle strade extraurbane principali (superstrada), così come nelle autostrade e dove sia espressamente vietato, per esempio con cartello di divieto di transito oppure con limitazioni a determinate classi di cilindrata.

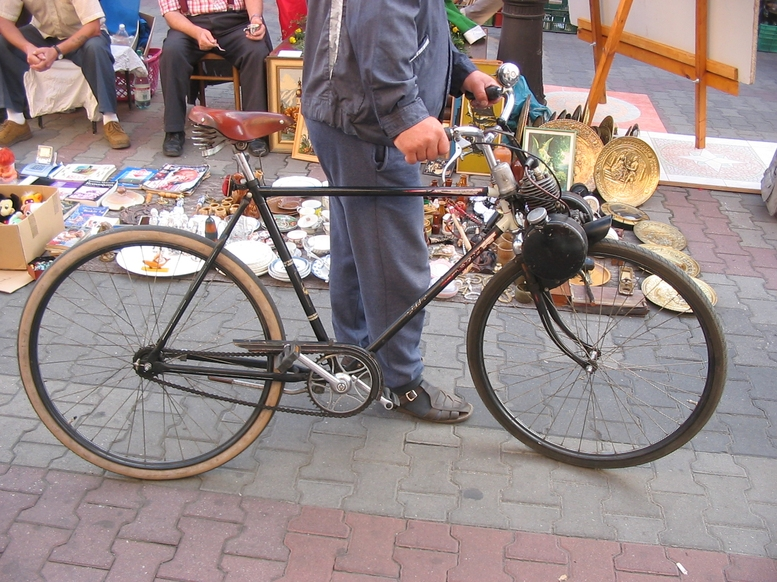
Un vecchio esemplare di bicimotore

I ciclomotori sono tenuti a rispettare in tutte le sue parti il codice della strada e la segnaletica.
Non possono circolare all'interno delle aree pedonali, sui marciapiedi e sulle piste ciclabili.
Circolando su strada devono mantenersi nella parte destra della propria corsia, e non in mezzo alla strada. Tuttavia in città, a basse velocità, è consigliabile prendersi un certo spazio di manovra, al fine di evitare incidenti. Per esempio, fermi in colonna o percorrendo una rotonda, non lasciarsi affiancare da un'automobile per avere libertà di manovra.
Un ciclomotore deve essere sottoposto alla revisione 4 anni dopo l'acquisto e successivamente ogni 2 anni, esattamente come qualsiasi altro mezzo.
Ai ciclomotori a due ruote (così come ai motocicli) è consentito il parcheggio in seconda fila.

### Classificazione e norme di circolazione svizzere
La legislazione svizzera prevede una definizione estensiva di ciclomotore che comprende oltre al ciclomotore stricto sensu (inteso come veicoli simile alla moto ma con prestazioni inferiori) anche veicoli come monopattini elettrici e carrozzine.
Per la precisione sono classificati come ciclomotori le seguenti quattro categorie di veicoli:
- Veicoli monotraccia[11] con potenza massima del motore non superiore a 1 kW, velocità massima di costruzione di 30 km/h (tranne nel caso di veicoli a propulsione elettrica che abbaino anche sistemi di pedalata assistita, dove la velocità massima può raggiungere i 45 km/h) e che, se dotati di motore a combustione interna, abbiano una cilindrata massima di 50 cm³.
- Ciclomotori leggeri: veicoli a propulsione elettrica aventi una potenza del motore complessiva di 0,50 kW al massimo e una velocità massima per costruzione di 20 km/h (o 25 km/h in caso di pedalata assistita) e che:

1. sono ad un posto,
2. sono appositamente predisposti per trasportare una persona disabile,
3. sono composti di una combinazione velocipede/sedia a rotelle oppure
4. sono appositamente predisposti per trasportare al massimo due fanciulli collocati su sedili protetti.

- Sedie a rotelle motorizzate: veicoli per il trasporto di persone con difficoltà motorie e con velocità massima per costruzione di 30 km/h, con potenza massima del motore non superiore a 1 kW e che, se dotati di motore a combustione interna, abbiano una cilindrata massima di 50 cm³.
- Monopattini elettrici: veicoli monoposto, autobilanciati, a propulsione elettrica con velocità massima per costruzione di 20 km/h (o 25 km/h in caso di pedalata assistita) e una potenza del motore complessiva non superiore a 2 kW (di cui la massima parte destinata al bilanciamento del veicolo).